# 腐皮

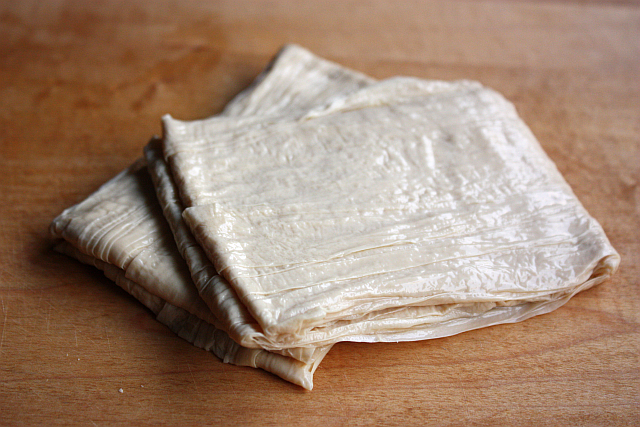
腐皮

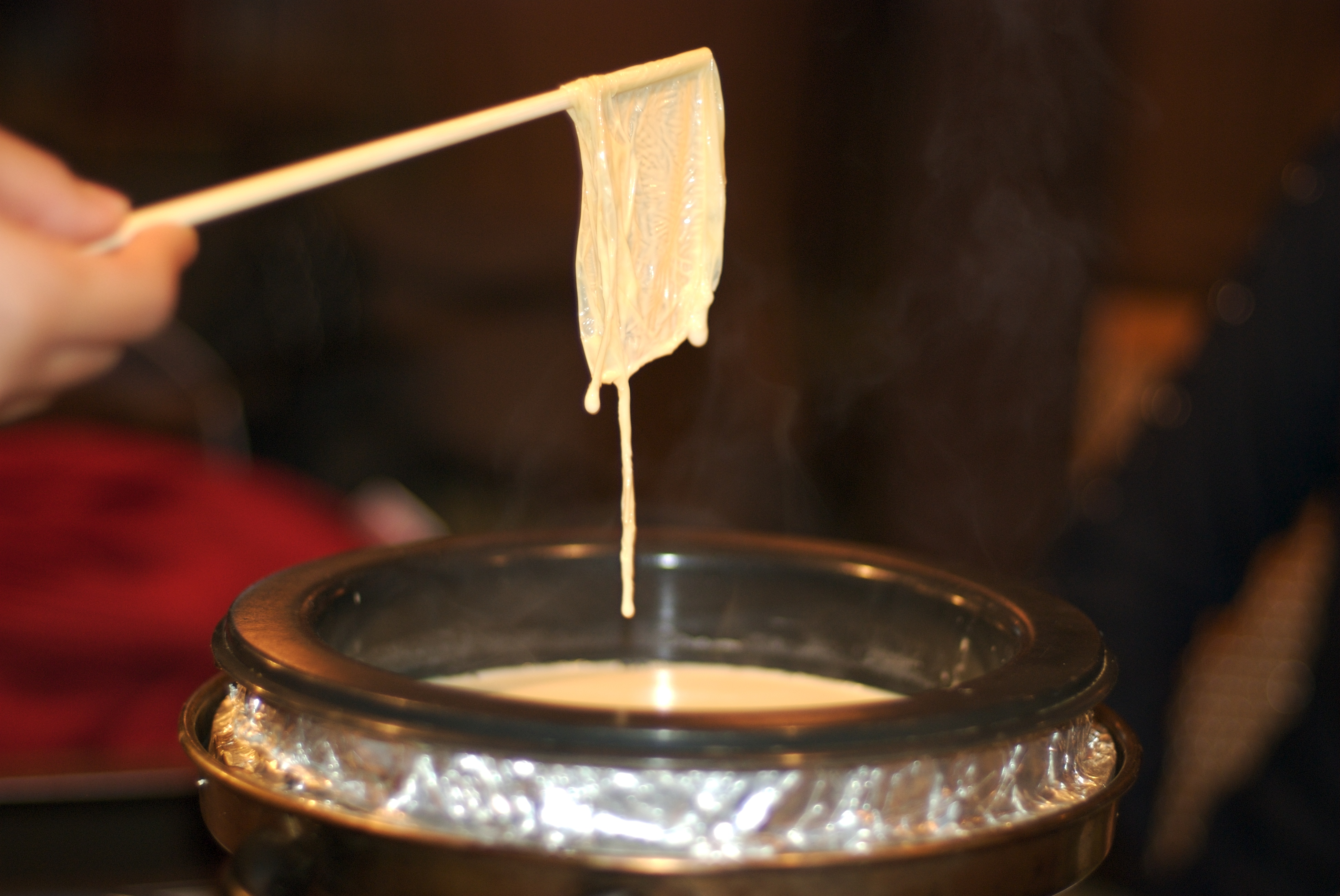
腐皮

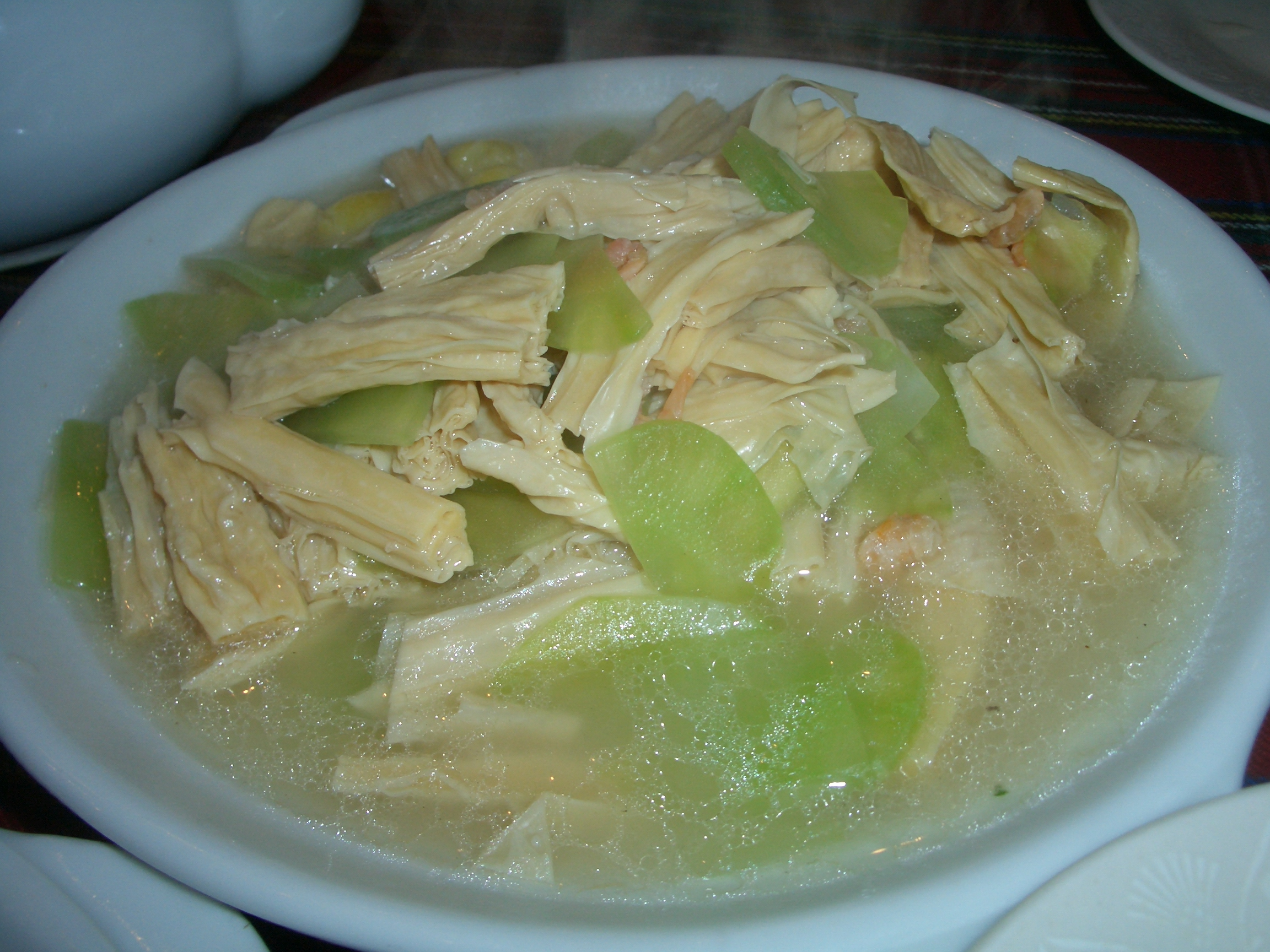
上湯腐竹

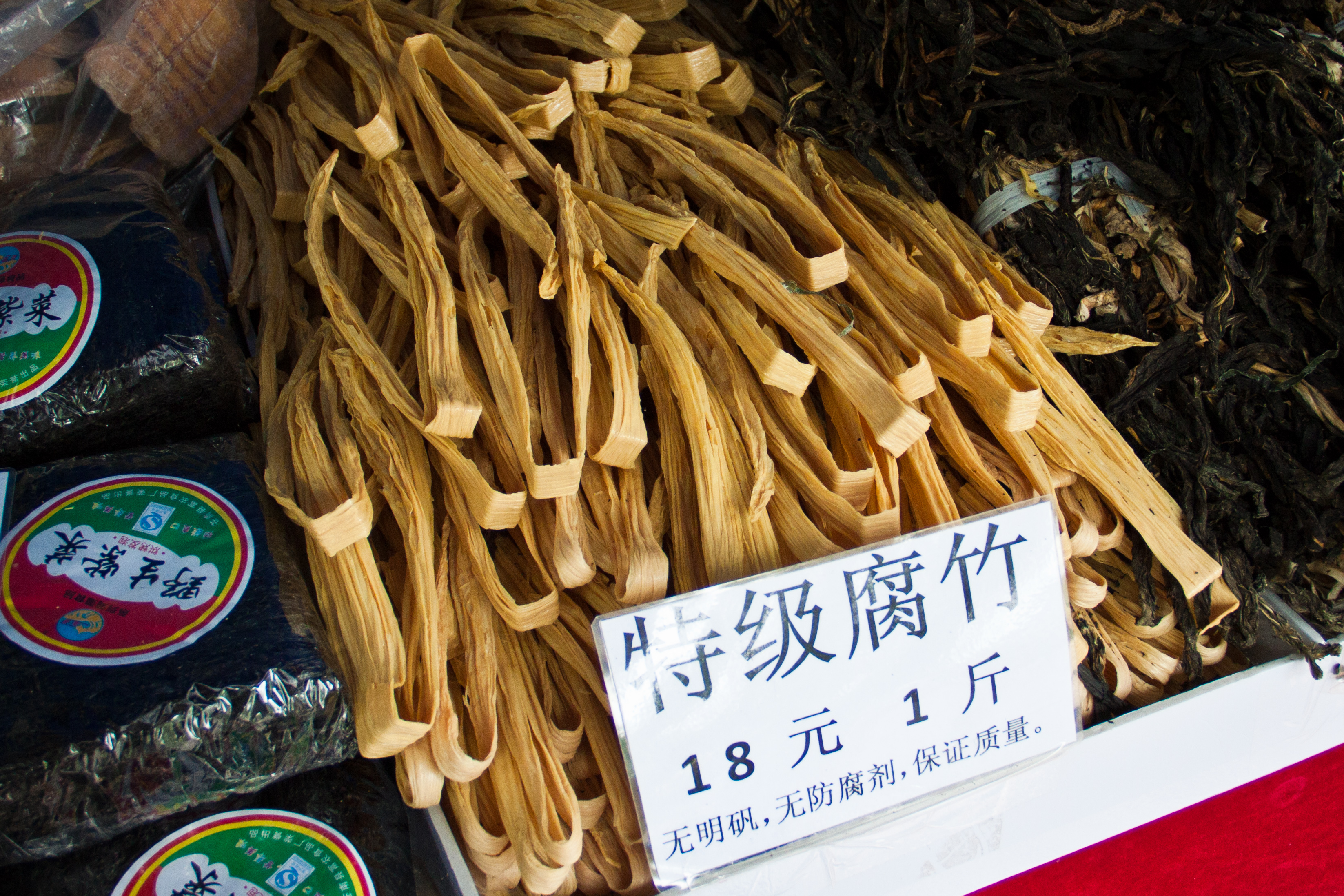
超市中待售的腐竹

腐皮又称豆皮，乾燥後做成條狀的腐皮又可以稱腐竹、腐枝、枝竹，是煮沸豆漿表面凝固的薄膜，可鮮吃或曬乾後吃，是東亞地區常見的食物原料。豆腐皮一词最早出现在李时珍《本草纲目》中，李时珍说，将豆浆加热时，表面出现一层膜，将膜取出，干燥后即得豆腐皮。

## 工艺
将新鲜大豆浸泡后，磨浆，滤去豆腐渣，这时的产品就是豆浆，然后煮豆浆，在其表面会凝固的一層高蛋白質含量的薄膜（皮），这层皮就是腐皮。用工具挑起薄膜后挂起。
最先挑起的一層皮以片狀鮮吃或曬乾，稱為腐皮，口感最滑。腐皮之下的會掛起成條狀，稱為腐竹，口感次之。之後的平放曬乾，多用作煮甜湯。到較底層的則較粗，多用作包裹食物用。最底層的稱為甜竹，用作配料。

## 食用

素鸡

在中國，腐皮一般都會曬乾，然後再用來作烹飪的材料。在日本，除了曬乾後再泡製，亦愛吃新鮮製成的腐皮，並稱之為“生湯葉”。生腐皮除了可以作小吃以外，亦可以把它当做刺身蘸醬油吃，或者製成半乾，然後包裹著壽司一起吃。
在味道方面，中國的腐皮都是鹹食，但在日本，卻作為甜食。在日本包裹壽司的“豆皮”一般是薄的油炸豆腐，并不是腐皮。
素雞，素鴨，素火腿等的主要材料便是腐皮，只要加上各種香菇素菜及醬油調味後壓成條狀便是。
粒狀，球狀或雞狀的齋雞，同樣是豆製品，但不是這裏的素雞。

## 參看
- 腐皮卷
- 棉花雞
- 豆腐
- 豆浆

## 外部連結
- 不吃必後悔！「豆腐皮」營養　更勝豆腐、豆漿 （页面存档备份，存于）